# Ptychoglossus grandisquamatus
Ptychoglossus grandisquamatus là một loài thằn lằn trong họ Gymnophthalmidae. Loài này được Rueda mô tả khoa học đầu tiên năm 1985.